# Schiereiland van Rhuys
Het Schiereiland van Rhuys is een schiereiland in het Franse departement Morbihan, in de regio Bretagne. Het schiereiland ligt aan de zuidkust van Bretagne, en scheidt de Golf van Morbihan van de Baai van Quiberon. De oostzijde is aan het vasteland verbonden; bij de uiterste westpunt ligt Locmariaquer aan de overkant.

## Gemeenten
Op het schiereiland liggen drie gemeenten:
- Arzon
- Saint-Gildas-de-Rhuys
- Sarzeau (50% van de oppervlakte).